# Franz Müntefering
Franz Müntefering (født 16. januar 1940 i Neheim) er en tysk politiker fra det socialdemokratiske parti, SPD.
Fra 1998 til 1999 var han transport-, by- og boligminister under regeringen Gerhard Schröder I. Fra 2002 til 2005 var han gruppeformand for SPD i Forbundsdagen. Fra 2005 til november 2007 var han arbejds- og socialminister og vicekansler under regeringen Angela Merkel I. Derudover var han formand for SPD fra 2004 til 2005 og fra 2008 til 2009.